# Hôtel Transylvanie
Pour les articles homonymes, voir Transylvanie.
Série Hôtel Transylvanie
Hôtel Transylvanie 2
(2015)
Pour plus de détails, voir Fiche technique et Distribution.
Hôtel Transylvanie (Hotel Transylvania) est un film américain réalisé par Genndy Tartakovsky, sorti en 2012. Basé sur des personnages de Todd Durham et sur une histoire originale de Kevin et Dan Hageman, le scénario est co-écrit par Peter Baynham et par Robert Smigel.
Le comte Dracula, surnommé « Drac » par ses proches, est propriétaire de l'hôtel Transylvanie. C'est un centre de villégiature cinq étoiles réservé aux monstres, et garanti sans humains depuis 1898. Parmi les clients, certains des monstres les plus célèbres tels que la créature de Frankenstein, le loup-garou, l'homme invisible, ou bien la momie. Pourtant, il s'avère que Jonathan, un jeune Américain jovial aux cheveux roux et voyageur ordinaire, débarque de façon inattendue à l'hôtel durant le 118e anniversaire de la fille de Dracula, Mavis. Dracula déteste profondément l'humanité, responsable selon lui du meurtre de son épouse et de la traque des monstres. Il encourage fortement le jeune humain à quitter les lieux. Mais, ne parvenant pas à s'en débarrasser, il décide alors de le faire passer pour un monstre, afin de ne pas terrifier ses invités.
Le film a donné lieu à divers produits dérivés, dont trois suites : Hôtel Transylvanie 2 (2015), Hôtel Transylvanie 3 : Des vacances monstrueuses (2018) et Hôtel Transylvanie : Changements Monstres (2022).

## Synopsis
En 1895, le château du comte Dracula, en Transylvanie, est assailli par une foule d'humains austro-hongrois décidés à détruire la demeure du vampire. Le comte réussit à s'enfuir avec sa fille unique Mavis, encore bébé, mais son épouse Martha est tuée et son château pillé et réduit en cendres.
le comte Dracula fait alors construire un immense hôtel réservé aux monstres, en Transylvanie, dans lequel il élève sa fille. L'hôtel sert de refuge, de havre de paix et d'escapade pour les monstres du monde entier afin d'échapper à toute forme de persécution humaine. Des amis du comte tels que Frankenstein, dit « Frank » et sa femme Eunice, Wayne et Wanda, des loups-garous et leur très grande famille de louveteaux-garous, Griffin l'homme invisible et Murray la momie viennent souvent séjourner à l'hôtel.
En 2012, à l'occasion du 118ème anniversaire de Mavis, Dracula permet à sa fille de quitter l'hôtel pour explorer le monde humain. Mais il élabore un plan en déguisant ses grooms zombies en humains pour les faire paraître dangereux et effrayants afin d'inciter Mavis à retourner à l’hôtel et y rester définitivement. La plus grande peur du comte est que sa fille subisse le même sort que sa défunte mère Martha. Le plan fonctionne, les zombies simulent une ville remplie de paysans et de prolétaires humains en colère et déchaînés face à Mavis, qui revient dépitée et effrayée du monde extérieur.
Le plan de Dracula est un succès, mais cette agitation attire par inadvertance un randonneur humain et américain de 21 ans, Jonathan « Johnny » Loughran, à l'hôtel. De peur que ses convives ne découvrent un humain dans son hôtel réservé aux monstres, le comte aidé de son ami Frankenstein déguise de force Johnny en monstre et le fait passer pour le cousin de la main droite de Frankenstein, « Johnnystein ». Johnny rencontre bientôt Mavis dans un concours de circonstances, malgré toutes les tentatives du comte pour l'en empêcher. Tous deux ont rapidement un « zing », c'est-à-dire un coup de foudre dans les yeux.
Incapable de faire sortir Johnny de l'hôtel sans préavis, le comte fait passer Johnny pour un planificateur de fête. Il est amené à apporter une approche plus fraîche aux fêtes de Dracula, jugées trop traditionnelles, voire ennuyeuses. Johnny apporte des coutumes, des musiques, des chansons et des danses totalement inconnues des monstres, restés culturellement et sociologiquement au XIXe siècle. Il devient rapidement un succès pour les autres monstres, mais cela inquiète le comte, qui est à la fois jaloux de la popularité de Johnny et craintif du scandale si les invités découvrent le mensonge.
Dracula ordonne finalement à Johnny de partir, mais il est ramené de force par Mavis, qui n'est pas au courant de la véritable espèce de Johnny et de la querelle avec son père. Après que Johnny ait montré la beauté d'un lever de soleil à Mavis, cette dernière est inspirée pour donner une nouvelle chance aux humains et à son envie d’explorer le monde.
Plus tard, le chef cuisinier de l'hôtel, Quasimodo, et son rat de compagnie Esmeralda comprennent que Johnny est un humain. Ils le kidnappent pour le cuisiner. Dracula intervient et gèle Quasimodo pour l'empêcher de révéler à quiconque la véritable identité de Johnny. Après l’avoir sauvé, le comte conduit Johnny dans ses appartements privés et lui montre une peinture de Martha en lui racontant l'histoire de sa vie. Johnny réalise pourquoi le comte a construit l'hôtel et est devenu surprotecteur vis-à-vis de Mavis.
Johnny accepte finalement de partir pour de bon, mais Dracula comprend que les sentiments de Mavis et Johnny l'un pour l'autre sont réels, que Johnny n'a ni crainte ni haine envers les monstres, et qu'il n'a rien à voir avec les assassins de la mère de Mavis. Le comte persuade alors Johnny de rester afin d'éviter de gâcher l'anniversaire de Mavis, en échange de tout révéler à cette dernière après. Dracula et Johnny commencent à se lier d’amitié et à s'amuser ensemble. Néanmoins, le comte a l'impression de devenir un traître à la mémoire de son épouse et à la cause des monstres.
Le lendemain soir, la fête est un grand succès. Dracula a hâte d' ouvrir un cadeau de Martha préparé à la naissance de Mavis pour les 118 ans de sa fille. Cependant, lorsque Johnny et Mavis partagent leur premier baiser durant la fête, le comte réagit de manière excessive. Pour lui, que sa fille ait une relation amoureuse avec un être de la même espèce que les assassins de sa mère est inacceptable. En colère, il avoue par inadvertance avoir trompé Mavis avec la fausse ville humaine pour montrer à sa fille que le monde extérieur n’accepte pas les monstres, afin qu’elle reste pour toujours à l’hôtel. Au même moment, le cuisinier Quasimodo gelé dans un bloc de glace arrive dans la salle des fêtes, porté par son rat Esmeralda. Mister Fly, mouche géante et client de l'hôtel, traduit que Johnny est un humain, déguisé par le comte. Les invités sont stupéfaits et indignés par la tromperie du vampire. Mais Mavis reste stoïque et veut être en couple avec Johnny, l’acceptant comme il est. Johnny, respectant la volonté de Dracula, la rejette par respect pour son père et quitte l'hôtel.
Mavis, le cœur brisé, vole sur le toit avec le cadeau de sa mère, et le comte la suit dans l'espoir de la réconforter. Le père et la fille découvrent que le présent est un livre sur la façon dont Dracula et Martha ont « zingué » par le passé et sont tombés amoureux. Le comte se rend compte qu'il ne connaît plus la société humaine tant elle a changé, et que les humains de 2012 n'ont plus rien à voir avec ceux qu'il a connu plus d'un siècle auparavant, avant 1898, notamment dans leur comportement à l'égard des monstres.
Après s'être excusé auprès de ses clients, Dracula persuade ses amis Frank, Wayne, Griffin et Murray de se rendre avec lui dans le monde humain afin de l'aider l'aider à retrouver Johnny. Grâce à la capacité de flair de la fille du loup-garou Wayne, Winnie, ils apprennent que le jeune homme est sur le point de prendre un vol retour pour rentrer chez lui, aux États-Unis. Ni le comte ni ses amis ne connaissaient l'existence des avions. Ils ne savaient pas non plus que la Transylvanie, où se trouve l'hôtel, ne faisait plus partie de l'Autriche-Hongrie, mais de la Roumanie.
Les cinq monstres se dirigent vers l'aéroport de Bucarest, mais sont retenus dans la ville, célébrant un festival des monstres. Remis de la stupeur initiale, Frankenstein tente d'effrayer la foule d'humains avec un fort effrayant rugissement, mais reçoit plutôt des applaudissements, des selfies et est porté en triomphe. Il obtient ensuite que des humains acceptent d'aider le comte et ses amis. Des cosplayeurs habillés en vampires fournissent à Dracula un abri contre la lumière du soleil afin qu'il puisse se précipiter à l'aéroport. Le comte et ses amis sont émerveillés de découvrir que la société humaine est beaucoup plus libre, spontanée, tolérante et chaleureuse avec les monstres, bien moins violente, crédule et superstitieuse que celle qu'ils connaissaient plus d'un siècle auparavant.
Dracula voit l'avion de Johnny décoller. Il le rattrape en se transformant en chauve-souris, bien que brûlant au soleil. Après avoir attiré l'attention de Johnny, le vampire se dirige vers le pare-brise de l'avion et utilise son pouvoir de contrôle mental sur le pilote pour s'excuser, déclarant que Mavis a grandi et peut prendre ses propres décisions. Johnny accepte ses excuses, et le comte manipule le pilote pour qu'il retourne à l'aéroport de Bucarest.
Dracula renvoie Johnny à Mavis, annonçant qu'il approuve les désirs de voyager de sa fille, ainsi que sa relation amoureuse. Il affirme qu'une histoire d'amour ou une amitié entre un monstre et un humain est possible, ce dernier n'étant aucunement responsable des crimes et persécutions d'autrefois. Il affirme également que son épouse Martha aurait pris la même décision que lui. Johnny avoue à Mavis que leur « zing » était sincère et les deux s'embrassent. Les monstres clients de l'hôtel finissent de célébrer la fête de Mavis. Désormais, ils souhaitent tous redécouvrir la société humaine.

## Fiche technique
- Titre original : Hotel Transylvania
- Titre français : Hôtel Transylvanie
- Réalisation : Genndy Tartakovsky
- Scénario : Peter Baynham et Robert Smigel, d'après une histoire de Todd Durham, Dan Hageman et Kevin Hageman
- Musique : Mark Mothersbaugh
- Direction artistique : Ron Lukas et Noelle Triaureau
- Décors : Marcelo Vignali
- Montage : Catherine Apple
- Production : Michelle Murdocca
  - Production exécutive : Adam Sandler, Allen Covert et Robert Smigel
- Société de production : Sony Pictures Animation
- Budget : 85 millions $
- Pays de production :  États-Unis
- Langue originale : anglais
- Format : couleur (partiellement noir et blanc) - 1,85:1 - 35 mm
- Genre : animation, comédie
- Durée : 91 minutes
- Dates de sortie[1] :
  - États-Unis, Canada : 28 septembre 2012
  - France : 13 février 2013
- Classification :
  - États-Unis : PG (« some rude humor, action and scary images »)
  - France : tous publics

## Distribution

### Voix originales
- Adam Sandler : Dracula (dit « Drac »)
- Andy Samberg : Jonathan « Johnny » Loughran, le garçon ordinaire de 21 ans
- Selena Gomez : Mavis, la fille de Dracula
- Kevin James : le monstre de Frankenstein (dit « Frank »)
- Fran Drescher : Eunice, la femme du monstre de Frankenstein
- David Spade : Griffin, l'homme invisible
- Jon Lovitz : Quasimodo Wilson, le chef cuisinier
- Steve Buscemi : Wayne, le loup-garou
- Molly Shannon : Wanda, la femme de Wayne
- Cee Lo Green : Murray, la momie
- Sadie Sandler : jeune Mavis / Winnie
- Luenell : les têtes réduites
- Jackie Sandler : Martha

### Voix françaises
- Serge Faliu : Dracula (dit « Drac »)
- Virginie Efira : Mavis
- Alex Goude : Jonathan
- Xavier Fagnon : le monstre de Frankenstein (dit « Frank »)
- William Coryn : l'homme invisible
- Guillaume Lebon : Wayne, le loup-garou
- Daniel Lobé : Murray, la momie
- Michel Mella : Quasimodo, le chef cuisinier
- Marie Vincent : Eunice, la femme du monstre de Frankenstein
- Gilduin Tissier : les zombies et le monstre vert
- Maïk Darah : la tête réduite de la chambre de Mavis
- Catherine Davenier : Wanda
- Serge Biavan : le contremaître
- Sébastien Finck : Pr. Mouche
- Gérard Surugue : une tête réduite
- Isabelle Leprince : la femme Gremlin, la mère Gremlin âgée et la tête réduite 2
- Olivier Bouana, Stéphanie Hédin, Nathalie Kanoui, Karine Texier, Jean Rieffel : voix additionnelles

 Source et légende : version française (VF) sur RS Doublage et AlloDoublage

### Voix québécoises
- Alain Zouvi[4] : Dracula (dit « Drac »)
- Geneviève Déry : Mavis
- Gabriel Lessard : Jonathan
- Patrick Chouinard : le monstre de Frankenstein (dit « Frank »)
- Élise Bertrand : Eunice
- François L'Écuyer : Murray
- Sébastien Dhavernas : Wayne
- Marc-André Bélanger : Quasimodo
- Nadia Paradis : Wanda
- François Sasseville : Griffin

## Accueil

### Accueil critique
Le film semble plutôt bien accueilli par le public français puisque sa note moyenne sur Allociné est de 3,9/5 pour un peu plus de 4 800 votants (au 25 août 2015). Sur le site Rotten Tomatoes le film a reçu une moyenne de 44 % basé sur 144 avis.

### Box-office
| Pays ou région | Box-office        | Date d'arrêt du box-office | Nombre de semaines |
| -------------- | ----------------- | -------------------------- | ------------------ |
| États-Unis     | 148 313 048 $,    | 28 février 2013            | 21                 |
| France         | 1 709 998 entrées | 23 avril 2013              | 10                 |
| Monde          | 358 375 603 $     | 17 novembre 2013           | -                  |

## Produits dérivés

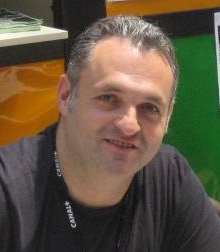
Genndy Tartakovsky au festival d'Annecy en 2012.

### Suites
Trois autres longs métrages sont sortis : Hôtel Transylvanie 2 (2015), Hôtel Transylvanie 3 : Des vacances monstrueuses (2018) et Hôtel Transylvanie : Changements monstres (2022). Les opus 2 et 3 sortent au cinéma, mais le 4e volet est diffusé sur Prime Video.

### Courts métrages
Deux courts métrages développent l'univers de Hôtel Transylvanie.
Sony Pictures Animation produit en 2012 le court métrage Goodnight Mr. Foot, écrit et réalisé par Genndy Tartakovsky. Le film, centré sur le personnage du Bigfoot, est disponible dans les bonus du Blu-ray.
En 2017, un autre court métrage, Puppy!, introduit un chiot dans l'hôtel.

### Jeu vidéo
Le film a été adapté en jeu vidéo sur Nintendo DS et Nintendo 3DS.

### Série d'animation
Une série animée, Hôtel Transylvanie, la série, est diffusée de 2017 à 2020.